# Susann Müller
Susann Müller (Saalfeld, 26 de mayo de 1988) es una exjugadora alemana de balonmano. Actualmente entrena al equipo femenino de Füchse Berlin.
A nivel de clubes, Müller militó en varios equipos destacados de Europa, alzándose con títulos de liga en Dinamarca, Alemania y Eslovenia. 
Internacional alemana desde sus categorías juveniles, se colgó la medalla de bronce en el Campeonato Mundial de 2007 y, un año después, conquistó el título del Campeonato Mundial Junior en 2008. 
Prolífica tiradora zurda, fue la máxima goleadora del Campeonato Mundial de 2013 y formó parte del equipo All-Star del torneo. Gracias a sus brillantes actuaciones, ese mismo año recibió el galardón de Balonmanista del Año en Alemania.

## Trayectoria

### De clubes
Müller comenzó a jugar al balonmano a los siete años en el club local 1. SSV Saalfeld. En 2003 se incorporó al HC Leipzig, de la Bundesliga alemana, donde entró primero en la sección juvenil y fue ascendida al primer equipo para la temporada 2006-2007. En la primera parte de esa campaña anotó más de sesenta goles, lo que le valió la ampliación de su contrato hasta 2010. Durante su etapa en el club, Müller logró dos títulos de liga, dos Copas de Alemania y la Supercopa alemana en 2008.
En 2010 Müller fichó por el SK Århus de Dinamarca para estar más cerca de su pareja, Nina Wörz, que jugaba entonces en el Randers HK. Sin embargo, ante las dificultades económicas del club, Müller abandonó Århus tras una temporada y se incorporó al Randers HK. En la temporada 2011-12 condujo al equipo al título de la liga danesa, siendo la máxima goleadora del club con 124 tantos. Al curso siguiente se trasladó a Eslovenia para jugar en el RK Krim, pero regresó al HC Leipzig al término de la campaña. Su segunda etapa en Leipzig duró un año, en el que sumó la Copa de Alemania a su palmarés. En el verano de 2014 fue contratada por el Győri ETO KC de Hungría como sustituta de Katarina Bulatović, aunque poco después ambas partes rescindieron el contrato.
Después de una temporada en SG BBM Bietigheim con la que ganó la Bundesliga de la temporada 2016-17 (además de alzarse con el galardón de máxima goleadora de liga) y la Copa EHF, finalmente regresó a la liga danesa para la temporada 2018-19 para jugar en el Silkeborg-Voel KFUM.

#### Trayectoria de clubes
- 2006–2010:  HC Leipzig
- 2010–2011:  SK Aarhus
- 2011–2012:  Randers HK
- 2012–2013:  RK Krim
- 2013–2014:  HC Leipzig
- 2014–2015:  Győri ETO KC
- 2015–2018:  SG BBM Bietigheim
- 2018–2019:  Silkeborg-Voel KFUM

### Selección nacional
Müller formó parte de las selecciones juveniles de Alemania desde las categorías más tempranas. Su mayor éxito en esta etapa llegó en 2008, cuando se proclamó campeona del mundo júnior en Macedonia. En la final, en la que Alemania sorprendió a la favorita Dinamarca por 23-22, Müller fue la máxima goleadora del equipo alemán con siete tantos.
En 2006 fue incluida por el seleccionador Armin Emrich en la preselección de 24 jugadoras para el Campeonato de Europa, aunque finalmente quedó fuera del equipo que viajó al torneo. Müller debutó con la selección absoluta el 18 de octubre de 2007 en un partido contra Japón. Ese mismo año formó parte del equipo alemán en el Campeonato del Mundo, donde disputó seis encuentros, marcó dos goles y logró la medalla de bronce. Un año después, decidió no participar en el Europeo de 2008, alegando la necesidad de tomarse un descanso tras un periodo de tres años especialmente largo y extenuante.
Müller regresó a la selección alemana para el Campeonato del Mundo de 2009, celebrado en China, donde el equipo finalizó en séptima posición. Con 34 goles, fue la segunda máxima anotadora de Alemania, solo por detrás de Franziska Mietzner. En el Campeonato de Europa de 2010, Müller y el combinado alemán partían con aspiraciones de medalla, pero sufrieron una sorprendente eliminación en la fase de grupos.
Müller se perdió el Campeonato del Mundo de 2011 y el Campeonato de Europa de 2012 debido a lesiones. Sin embargo, regresó en plena forma al Mundial de 2013, donde se convirtió en la máxima goleadora del torneo con 62 tantos y fue incluida en el equipo ideal. Alemania finalizó en séptima posición en ese campeonato.

## Títulos y premios

### Club
- 3 x Bundesliga (2009, 2010, 2017)
- 3 x Copa DHB (2007, 2008, 2014)
- 1 x Supercopa DHB (2008)
- 1 x Liga de Dinamarca (2012)
- 1 x Liga de Eslovenia (2013)
- 1 x Copa de Eslovenia (2013)

### Selección nacional
- 1 x Medalla de Bronce en el Campeonato Mundial (2007)
- 1 x Campeonato Mundial Juvenil (2008)

### Premios individuales
- Máxima goleadorA del Mundial de 2013
- Lateral derecho All-Star del Mundial de 2013
- Balonmanista alemán del año 2013
- Máxima goleadora de la Copa EHF de 2017
- Jugador del mes de la Liga Danesa de 2019

## Vida personal
Müller está casada con su excompañera de equipo y jugadora de balonmano, Nina Wörz.